# Маккари, Чезаре
Че́заре Макка́ри (итал. Cesare Maccari; 9 мая 1840, Сиена — 17 апреля 1919, Рим) — итальянский живописец и скульптор.

## Жизнь и творчество
Чезаре был сыном Джузеппе Маккари и Каролины Мануччи. Художественное образование получил в Коллегио Толомеи, где вместе с ним учился будущий художник-баталист Амос Кассиоли. В сиенском Институте изящных искусств (Istituto di belle arti di Siena) был учеником Тито Сарроччи.
Помимо живописи Маккари некоторое время увлекается скульптурой. Под руководством Тито Сарроччи и вместе с ним он работает над памятником Джузеппе Пьяниджиани (Monumento a Giuseppe Pianigiani) в сиенской базилике ди Сан Доменико. Позднее переезжает во Флоренцию и там занят в художественной мастерской Луиджи Муссини. У Муссини живописец по заказу одного из британских обществ копирует произведения Пинтуриккьо, хранящиеся в Сиенском соборе.
Одним из первых ценителей искусства, обратившим внимание на талант Маккари, был маркиз Фердинандо Пиери-Нерли. Этот аристократ покупает его полотно «Ревекка у источника, принимающая подарки Элиезера» и договаривается об украшении фресками, изображающими четырёх евангелистов, своей часовни на вилле близ Монтенори д’Арбия. В 1865 году художник завоёвывает премию за своё полотно «Мона Лиза, позирующая Леонардо да Винчи». Переселившись в Рим, он длительное время был доцентом в местной Академии Святого Луки (Accademia di San Luca).
В 1874 году Чезаре Маккари вступает в брак с Каролиной Эпштейн, в этом браке родилась их дочь, Арджия.

## Полотна и фрески (избранное)
- Виктория Колонна, размышляющая над стихотворениями Микеланджело. 1868
- Сира, жертвующая собой ради своей госпожи Фабиолы. 1869
- Триклиний. 1879
- Смещение папы Сильвестра III
- В день первого причастия в Венеции
- Фрески в церкви делла Консолационе в Генуе (1889)
- Капелла Пьери Нерли в Монтерони д’Арбия: Четыре евангелиста, фреска
- Церковь дель Сантиссимо Сударто деи Пьемонтези, Рим, фрески. 1870—1873
- Квиринальский дворец, Рим, Амур, венчающий трёх граций, фреска
- Палаццо Мадама, Рим. Росписи «sala Maccari» на темы из римской истории, совместно с Л. Баццани. 1882—1888
- Зал Казелла, Музыкальная академия Чигиана, Сиена: Фабиола
- Капелла делла Партиколе, Базилика ди Сан Франческо, Сиена: Святая Анна и Мадонна с младенцем. 1890
- Зал Рисорджименто, Палаццо Публико (Сиена). Король Виктор Эммануил II

## Галерея

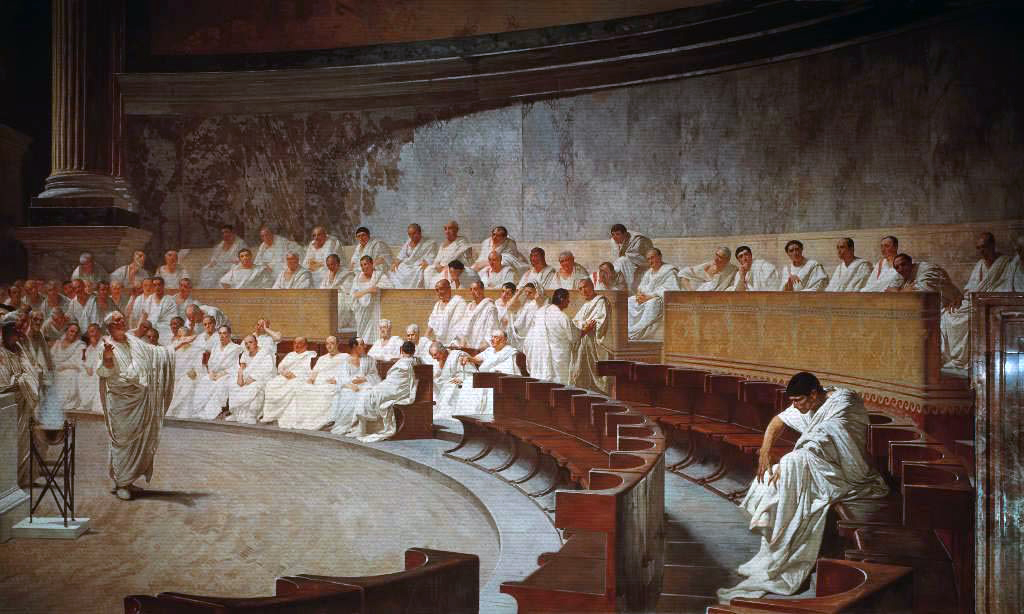
Цицерон осуждает Катилину в Римском сенате. Фреска «Зала Маккари» Палаццо Мадама в Риме. 1889
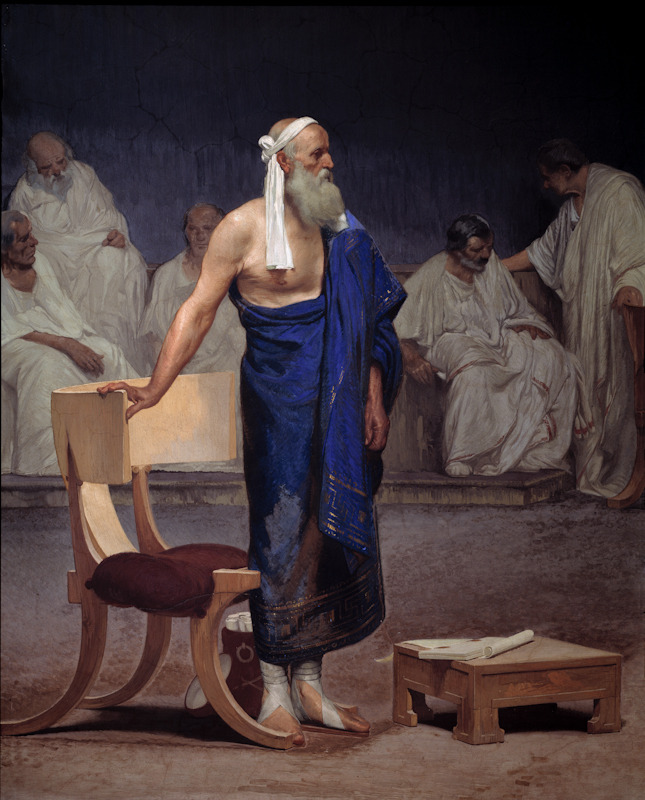
Аппий Клавдий Цек в сенате. Деталь
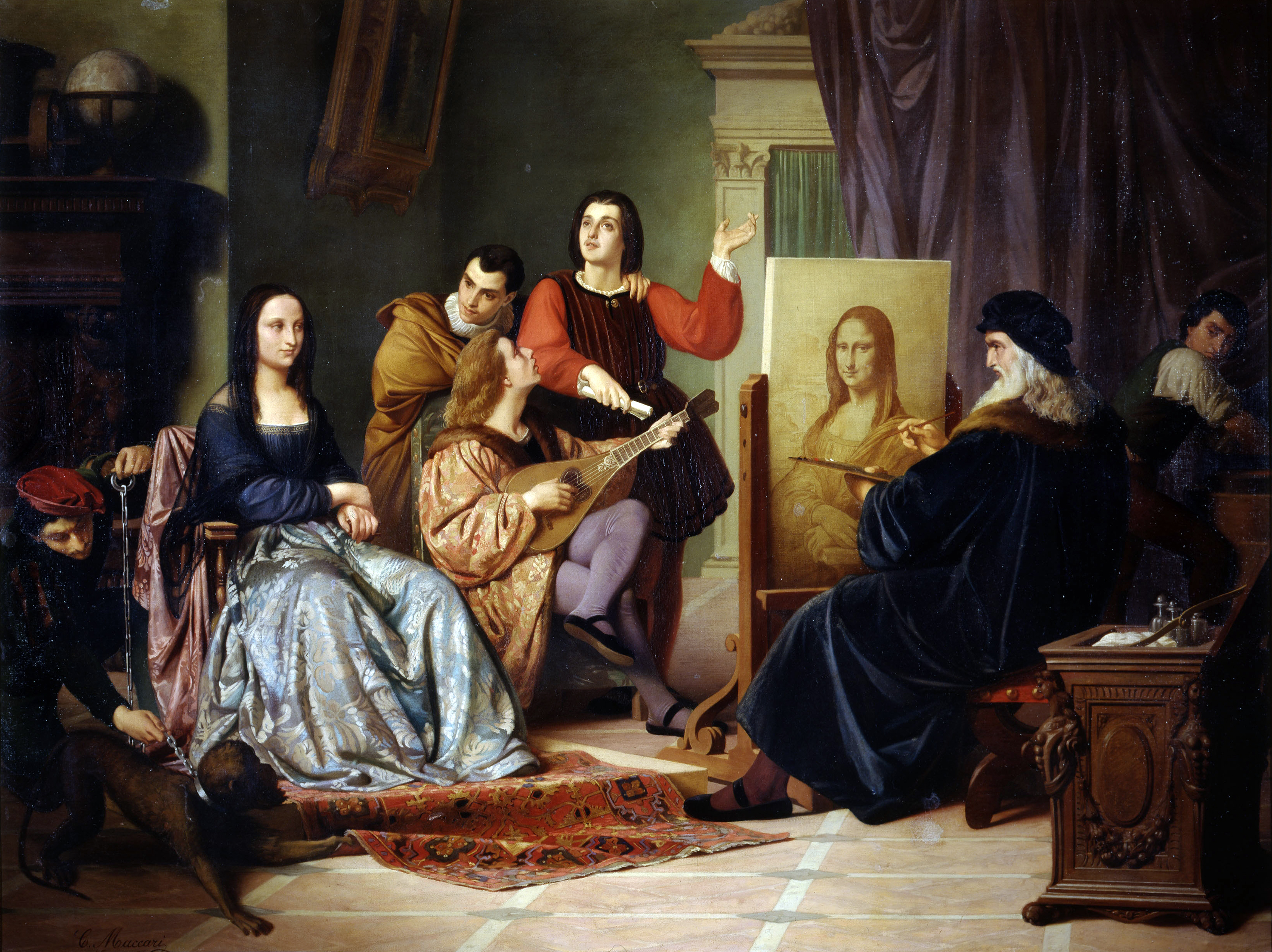
Мона Лиза, позирующая Леонардо да Винчи.
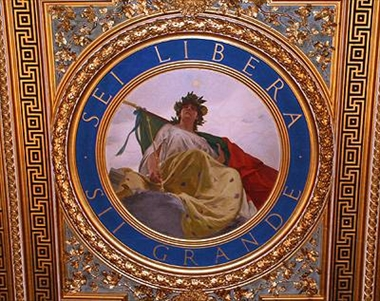
Величие Свободы. Деталь росписи плафона «Зала Маккари». Палаццо Мадама, Рим
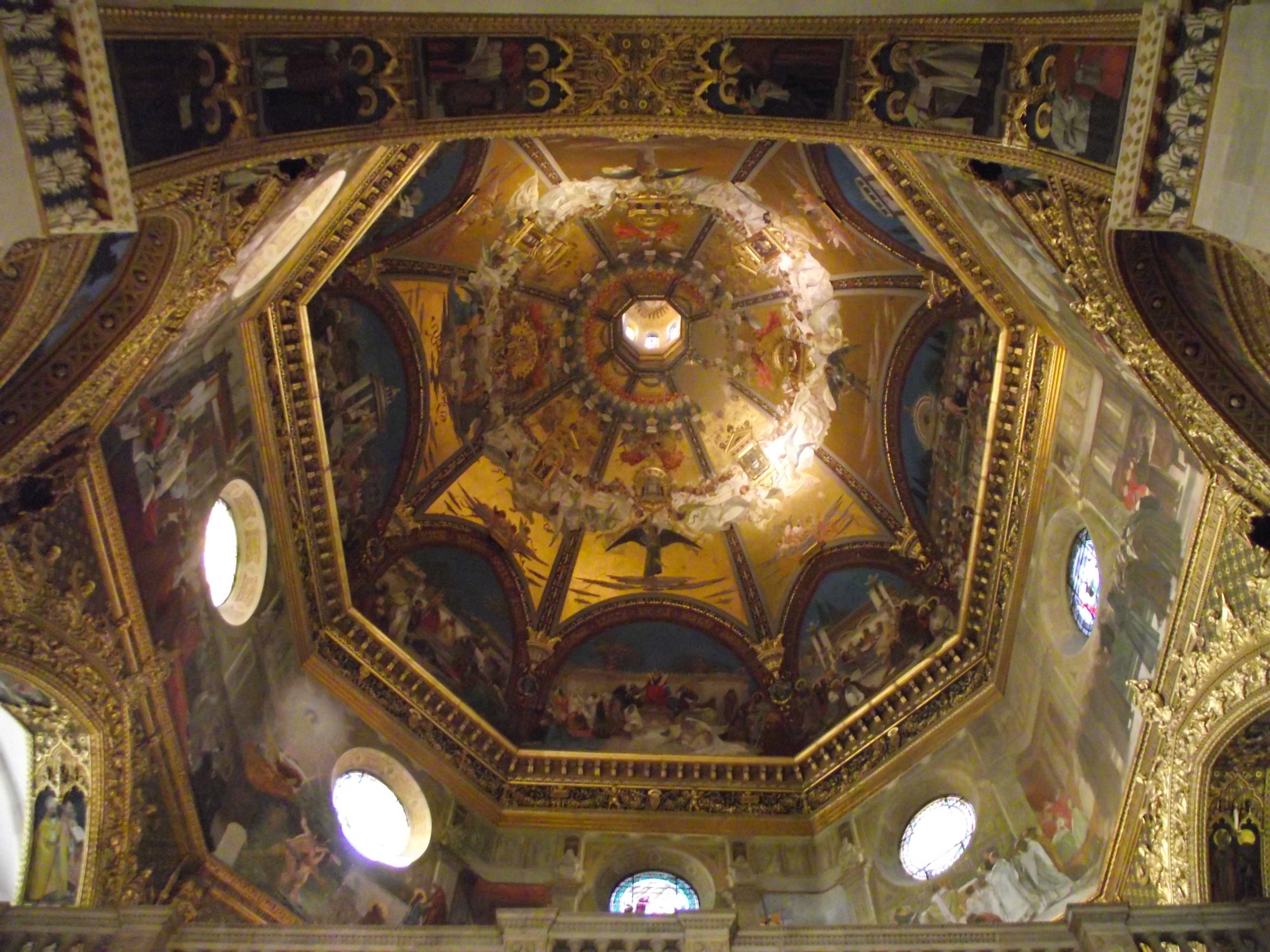
Роспись купола базилики в Лорето. 1895-1907